# Sienniczka
Sienniczka (do 1945 niem. Rüsterbeck) – strumień o długości ok. 1,5 km w północno-zachodniej Polsce, w województwie zachodniopomorskim w granicach administracyjnych miasta Szczecina.
Sienniczka wypływa kilkoma ciekami z podmokłych terenów położonych na północny wschód od osiedla Warszewo, na południe od Wysokiego Stawu z obszaru zespołu przyrodniczo-krajobrazowego "Wodozbiór".
Strumień płynie od źródeł w kierunku południowym, a następnie przed przepłynięciem pod ulicą Wkrzańską zmienia bieg na wschodni. W górnym biegu dolina Sienniczki jest podmokła, w dolnym jej brzegi są umocnione, ponieważ przepływa przez zlokalizowane w jej dolinie ogródki działkowe na Siennie. W 2009 roku władze Szczecina podjęły decyzję o oczyszczeniu jej koryta i zabezpieczeniu strumienia przed ponowną dewastacją.
Sienniczka uchodzi do Gręzińca na niezabudowanym terenie w osiedlu Dolinka.